# Брауншвейгский технический университет
Брауншвейгский технический университет (нем. Technische Universität Braunschweig, сокр. TU Braunschweig) — старейший технический университет Германии. Входит в список лучших университетов Германии по специальностям «электротехника» (9-е место), «машиностроение» (9-е место). Состоит в объединении девяти ведущих технических университетов Германии (TU 9).

## История
Современный университет был основан в 1745 году воспитателем наследного принца брауншвейгского протестантским богословом Иоганном Иерузалемом как Collegium Carolinum — среднее специальное учебное заведение, где преподавались гуманитарные дисциплины и «изобразительное искусство», а также математика и технические науки. В задачи Collegium’a входила подготовка государственных служащих. Во второй половине XVIII века на короткое время княжество Брауншвейг-Вольфенбюттель было центром просвещения в Германии.
В период 1808—1814 годов заведение было преобразовано в военное училище. В 1814 году было восстановлено в прежнем статусе. В 1862 году переименовано в Политехническую школу (Polytechnische Schule), а 1878 году — в Технический университет герцога Карла Вильгельмина (Herzogliche Technische Hochschule Carolo-Wilhelmina).
В 1909 году в университет открыли доступ женщинам.
В 1945 году первым из немецких университетов возобновил работу после капитуляции Германии.
В 1968 году получил нынешнее название — Технический университет Брауншвейга (Technische Universität Carolo-Wilhelmina zu Braunschweig).

## Структура

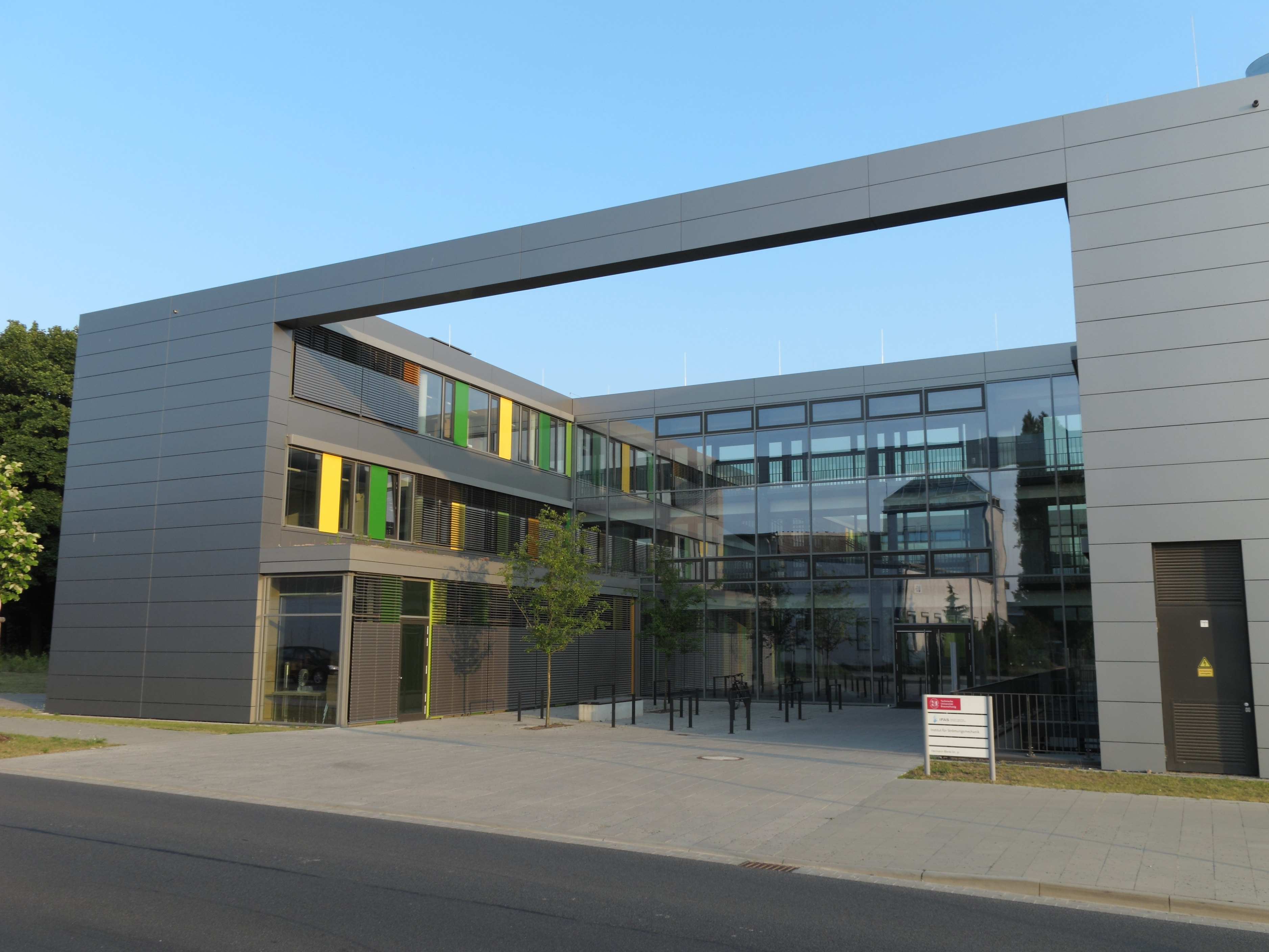
Корпус Института реактивного движения и гидравлики
Institut für Flugantriebe und Strömungsmaschinen sowie Institut für Strömungsmechanik

Факультет имени Карла Фридриха Гаусса (математический)
Финансовая и экономическая математика, информатика, информационные системы, социальные науки, математика, медиатехника и коммуникации, медианауки, информатика в экономике, корпоративная культура и экономика знаний, Computational Sciences in Engineering (магистратура, преподавание на английском)
Факультет наук о жизни
Биология, биотехнология, пищевая химия, фармакология, психология, химия
Факультет архитектуры, строительной инженерии и экологических наук
Архитектура, строительная инженерия, геоэкология, инженерия окружающей среды, экономическая инженерия, мобильность и транспортные системы, Computational Sciences in Eningeering (преподавание на английском языке), Pro Water(преподавание на английском языке).
 Факультет машиностроения
Общее машиностроение, авиационная и космическая техника, автомобильная техника, энергетика, технология производственных процессов и биотехнология, технология производства и технологические системы, мехатроника, материаловедение, автоматизированные системы управления технологическим процессом.
 Факультет электротехники, информационных технологий, физики
Электротехника, информационные системы, мобильность и транспортные системы, Computational Sciences in Engineering (магистратура, преподавание на немецком и английском)
 Факультет гуманитарных и педагогических наук
Педагогические науки, Мастер педагогических наук начальной и основной школы/реальной школы/гимназии, культура и научно-технический мир, корпоративная культура и экономика знаний.
Библиотека университета Брауншвейга

## Руководство
В настоящее время президентом Брауншвейгского технического университета является Юрген Хессельбах. Срок его полномочий начался 1 января 2005 года, и в мае 2010 года был продлён до 31 декабря 2018 года.

## Ректоры
- Генрих Бекуртц (1912—1914)
- Отто Шмитц (1930—1932)
- Иоганн Густав Гаснер (1932—1933, 1945—1948)
- Ганс Инхоффен (1948—1950)
- Пауль Дорн (1952—1956)
- Эрвин Маркс (1958—1960)

## Известные преподаватели
- Рихард Дедекинд — профессор математики (1862—1894, далее за штатом)
- Герман Ригель (1834—1900) — историк искусства, профессор.
- Курт Фридрихс — профессор математики (1930—1937)
- Герман Шлихтинг (1937—1975)

## Почётные доктора
- Ганс-Кристоф Зеебом (1958) — министр транспорта ФРГ
- Агнес Поккельс (1932) — известный учёный-химик
- Людвиг Мис ван дер Роэ (1950) — архитектор-модернист
- Август Хорх (1922) — пионер автомобилестроения
- Альберт Швейцер (1964) — лауреат Нобелевской премии мира (1952)
- Фриц Шумахер — архитектор

## Знаменитые выпускники
Основная статья: Список выпускников Брауншвейгского технического университета
- Карл Гаусс (Закончил Карловский лицей, 1792—1795).
- Карл Фридрих Вильгельм Флейшер
- Рихард Дедекинд (Закончил Карловский лицей, 1848—1850).
- Клаус фон Клитцинг (1962—1969) лауреат Нобелевской премии по физике 1985.
- Вильгельм Геннеберг
- Вернер Кнопп